# Mondo Grosso
Mondo Grosso, nome d'arte di Shin'ichi Osawa (7 febbraio 1967), è un musicista giapponese a contratto con l'etichetta Sony Music Japan (divisione FEARLESS RECORDS).
Il suo lavoro riporta spesso sonorità Acid jazz e House, anche se molto influenzato dal genere dei club underground. HMV ha piazzato Mondo Grosso al #95 del suo "Top 100 Japanese Pop Artists".

## Background
Osawa era originariamente leader e bassista del gruppo giapponese Mondo Grosso, fondato a Kyoto nel 1991 per l'etichetta For Life Records. Nel 1995 il gruppo venne sciolto, e Osawa cominciò a lavorare per conto proprio, collaborando con diversi artisti, quali Monday Michiru, Amel Larrieux, UA, Chara, Dragon Ash e Ayumi Hamasaki. Nel 1997 divenne autoprodotto.
Nel 1999 approdò alla Sony Music Associated Records dove, negli anni, è stato produttore di Bird ed Eri Nobuchika.
Osawa ha portato le atmosfere ipnotiche della techno sulla console PlayStation Portable  con il videogioco Lumines (2005), ma non si è riproposto per il sequel. 
Nel 2008 ha remixato la hit al primo posto nella classifica giapponese "Startin'" della pop star Ayumi Hamasaki.

## Discografia

### Mini album
- 1993 – Marble
- 1994 – Invisible Man
- 1995 – Pieces From the Editing Floor

### Album in studio
- 1993 – Mondo Grosso Etc.
- 1995 – Born Free
- 1998 – Closer
- 2000 – MG4
- 2003 – Next Wave
- 2007 – The One

### Album dal vivo
- 1995 - The European Expedition

### Remix
- 1996 – Diggin' Into The Real
- 1998 – The Man From The Sakura Hills
- 2000 – Mondo Grosso Best Remixes
- 2001 – MG4R
- 2003 – Henshin

### Singoli
- 1995 – Oh Lord, Let Me do No Wrong
- 1995 – Family
- 1997 – Laughter in The Rain
- 1997 – Everyday Life/Thing Keep Changin’
- 2000 – Life (ft. Bird)
- 2000 – Butterfly
- 2000 – Now You Know Better
- 2001 – Don't Let Go
- 2002 – Blz
- 2002 – Everything Needs Love (ft. BoA)
- 2003 – Shinin’
- 2003 – 光 (Hikari/Light)